# Хырбовэц (Каларашский район)
Хырбовэц, Гырбовец, Гербовец (рум. Hîrbovăț) — село в Каларашском районе Молдавии. Наряду с сёлами Онишкань и Сверида входит в состав коммуны Онишкань.

## География
Село расположено на высоте 145 метров над уровнем моря.

## Религия
В селе расположен Гербовецкий Успенский монастырь.

## Население
По данным переписи населения 2004 года, в селе Хырбовэц проживает 792 человека (398 мужчин, 394 женщины).
Этнический состав села:
| Национальность | Число жителей | Процентный состав |
| -------------- | ------------- | ----------------- |
| молдаване      | 715           | 90,28             |
| украинцы       | 74            | 9,34              |
| русские        | 1             | 0,13              |
| гагаузы        | 1             | 0,13              |
| болгары        | 1             | 0,13              |
| Всего          | 792           | 100 %             |